# 2024 en natation
| Années de la natation : 2021 - 2022 - 2023 - 2024 - 2025 - 2026 - 2027    |
| Décennies de la natation : 1990 - 2000 - 2010 - 2020 - 2030 - 2040 - 2050 |

Cet article présente les faits marquants de l'année 2024 en natation.

## Compétitions
- 2 au 18 février : Championnats du monde de natation 2024
- 9 au 13 mars : Natation aux Jeux africains de 2023
- 1er mai au 5 mai : Championnats d'Afrique de natation 2024
- 10 juin au 23 juin : Championnats d'Europe de natation 2024
- 16 au 21 juin : Championnats de France de natation 2024
- 27 juillet au 9 août : Natation aux Jeux olympiques d'été de 2024
- 29 août au 7 septembre : Natation aux Jeux paralympiques d'été de 2024
- 10 au 15 décembre : Championnats du monde de natation en petit bassin 2024

## Décès
- 19 janvier : Lance Larson, nageur américain (° 3 juillet 1940)
- 22 mai : David Wilkie, nageur britannique (° 8 mars 1954)